# Booneacris
Booneacris es un género de saltamontes perteneciente a la subfamilia Melanoplinae de la familia Acrididae, y está asignado a la subtribu Podismina de la tribu Podismini. Este género se distribuye en Estados Unidos y en el este de Canadá.

## Especies
Las siguientes especies pertenecen al género Booneacris:
- Booneacris alticola Rehn & Randell, 1962
- Booneacris glacialis (Scudder, 1863)
- Booneacris polita (Scudder, 1898)
- Booneacris variegata (Scudder, 1897)